# Simulium brachium
Simulium brachium är en tvåvingeart som beskrevs av Gibbins 1936. Simulium brachium ingår i släktet Simulium och familjen knott. Inga underarter finns listade i Catalogue of Life.